# Lucille (Little Richard)
Lucille è una canzone di Little Richard, composta da lui e dal blues man Albert Collins. Divenne una hit per Penniman: arrivò alla 10ª posizione delle classifiche in Gran Bretagna, e, negli Stati Uniti, alla 21ª di Billboard Hot 100 e alla prima R&B.

## Le cover del brano

### I Beatles
I Beatles, nell'ottobre 1962 e durante il loro quarto viaggio ad Amburgo (novembre 1962), suonarono talvolta negli stessi concerti di Little Richard. La band registrò due volte Lucille per la BBC:
- il 3 settembre 1963 all'Aeolian Hall di Londra per la quattordicesima edizione di Pop Go the Beatles, trasmessa il 17 dello stesso mese[1]; questa versione è stata inclusa sull'album On Air - Live at the BBC Volume 2 del 2013[4]
- il 7 settembre 1963 al Playhouse Theatre di Londra per un'edizione del Saturday Club, mandata in onda il 5 ottobre; questa versione è stata inclusa sull'album Live at the BBC del 1994[1]

Inoltre, durante le Get Back sessions dell'inizio 1969, il pezzo venne registrato due volte, il 3 ed il 7 gennaio.
Paul McCartney, da solista, ha pubblicato la sua cover del brano sull'album CHOBA B CCCP, pubblicato in Russia nel 1988 e nel resto del mondo nel 1991.

#### Formazione
- Paul McCartney: voce, basso elettrico
- George Harrison: chitarra solista
- John Lennon: chitarra ritmica
- Ringo Starr: batteria[1]

### Altre
Lucille ha avuto oltre 50 cover, e svariati adattamenti in altre lingue. Di sotto sono indicate le cover di maggior importanza.
- The Hollies
- The Animals
- Bill Haley
- Otis Redding
- The Shadows
- Cliff Richard (in un medley assieme ad altri brani R&R)
- Jerry Lee Lewis
- Deep Purple
- Meteors
- Waylon Jennings (come Lucille (Won't You Do Your Daddy's Will))
- Status Quo[6]